# Who Cares? (Rex Orange County)
Who Cares?, gestileerd als WHO CARES?, is het vierde studioalbum van Rex Orange County. Het album werd uitgebracht op 11 maart 2022 onder het label Sony Music Entertainment. Het album werd gemaakt in Amsterdam in samenwerking met de Nederlandse zanger Benny Sings, met wie de muzikant eerder samenwerkte aan zijn losstaande single Loving Is Easy uit 2017. Op het album staat ook een nieuwe samenwerking met Tyler, the Creator in Open A Window, de eerste keer dat de Britse artiest en Amerikaanse rapper samenwerken sinds het album Flower Boy van Tyler, the Creator uit 2017.

## Tracklist
| Nr.          | Titel              | Duur  |
| ------------ | ------------------ | ----- |
| 1.           | "Keep It Up"       | 3:03  |
| 2.           | "Open a Window"    | 3:38  |
| 3.           | "Worth It"         | 2:44  |
| 4.           | "Amazing"          | 3:29  |
| 5            | "One In a Million" | 3:14  |
| 6.           | "If You Want It"   | 3:07  |
| 7.           | "7AM"              | 3:19  |
| 8.           | "The Shade"        | 3:01  |
| 9.           | "Making Time"      | 1:55  |
| 10.          | "Shoot Me Down"    | 4:52  |
| 11.          | "Who Cares?"       | 2:29  |
| Totale duur: | Totale duur:       | 34:55 |

Alexander O'Connor